# Kiberbius cayoteus
Kiberbius cayoteus är en mångfotingart som beskrevs av Chamberlin 1941. Kiberbius cayoteus ingår i släktet Kiberbius och familjen stenkrypare. Inga underarter finns listade i Catalogue of Life.